# Бокс-Бьютт
Бокс-Бьютт (англ. Box Butte County) — округ в штате Небраска, США. Окружной центр — город Аллайанс. По данным переписи за 2010 год число жителей округа составляло 11308 человек. Округ был создан в 1886 году.
В системе автомобильных номеров Небраски округ Бокс-Бьютт имеет префикс 65.

## Географическое положение
Расположен в западной части штата. По данным Бюро переписи населения США округ имеет общую площадь в 2792 квадратных километра, из которых 2784 кв. километра занимает земля и 6 кв. километров — вода.

## Население
| Год переписи | Нас.  |  | %±     |
| ------------ | ----- |  | ------ |
| 1890         | 5494  |  | —      |
| 1900         | 5572  |  | 1,4%   |
| 1910         | 6131  |  | 10%    |
| 1920         | 8407  |  | 37,1%  |
| 1930         | 11861 |  | 41,1%  |
| 1940         | 10736 |  | −9,5%  |
| 1950         | 12279 |  | 14,4%  |
| 1960         | 11688 |  | −4,8%  |
| 1970         | 10094 |  | −13,6% |
| 1980         | 13696 |  | 35,7%  |
| 1990         | 13130 |  | −4,1%  |
| 2000         | 12158 |  | −7,4%  |
| 2010         | 11308 |  | −7%    |
| 2016         | 11194 |  | −1%    |

В 2010 году на территории округа проживало 11 308 человек (из них 49,0 % мужчин и 51,0 % женщин), насчитывалось 4738 домашних хозяйства и 3126 семей. Расовый состав: белые — 89,8 %, афроамериканцы — 0,5 %, коренные американцы — 3,6 %, азиаты — 0,3 и представители двух и более рас — 2,5 %. 10,2 % населения были латиноамериканцами.
Население округа по возрастному диапазону по данным переписи 2010 года распределилось следующим образом: 25,2 % — жители младше 18 лет, 3,0 % — между 18 и 21 годами, 56,7 % — от 21 до 65 лет и 15,1 % — в возрасте 65 лет и старше. Средний возраст населения — 41,3 лет. На каждые 100 женщин в Бокс-Бьютте приходилось 96,1 мужчин, при этом на 100 совершеннолетних женщин приходилось уже 94,4 мужчин сопоставимого возраста.
Из 4738 домашних хозяйств 66,0 % представляли собой семьи: 53,4 % совместно проживающих супружеских пар (28,1 % с детьми младше 18 лет); 8,8 % — женщины, проживающие без мужей и 3,7 % — мужчины, проживающие без жён. 34,0 % не имели семьи. В среднем домашнее хозяйство ведут 2,35 человека, а средний размер семьи — 2,92 человека. В одиночестве проживали 30,6 % населения, 12,0 % составляли одинокие пожилые люди (старше 65 лет).

## Экономика
В 2015 году из 8626 трудоспособных жителей старше 16 лет имел работу 5721 человек. В 2014 году медианный доход на семью оценивался в 70 759 $, на домашнее хозяйство — в 54 444 $. Доход на душу населения — 27 751 $. 8,6 % от всего числа семей в Бокс-Бьютте и 14,0 % от всей численности населения находилось на момент переписи за чертой бедности.